# Korsijärvi
Korsijärvi är en sjö i kommunen S:t Michel i landskapet Södra Savolax i Finland. Sjön ligger 85,2 meter över havet. Arean är 78 hektar och strandlinjen är 8,49 kilometer lång. Sjön  ingår i Vuoksens huvudavrinningsområde.   Den ligger omkring 15 kilometer öster om S:t Michel och omkring 220 kilometer nordöst om Helsingfors. 